# Liste der Kulturdenkmäler in Idstein
Die folgende Liste enthält die in der Denkmaltopographie ausgewiesenen Kulturdenkmäler auf dem Gebiet  der  Stadt Idstein, Rheingau-Taunus-Kreis, Hessen.
Hinweis: Die Reihenfolge der Denkmäler in dieser Liste orientiert sich zunächst an Stadtteilen und anschließend der Anschrift, alternativ ist sie auch nach der Bezeichnung, der vom Landesamt für Denkmalpflege vergebenen Nummer oder der Bauzeit sortierbar.
Kulturdenkmäler werden fortlaufend im Denkmalverzeichnis des Landes Hessen durch das Landesamt für Denkmalpflege Hessen auf Basis des Hessischen Denkmalschutzgesetzes (HDSchG) geführt. Die Schutzwürdigkeit eines Kulturdenkmals hängt nicht von der Eintragung in das Denkmalverzeichnis des Landes Hessen oder der Veröffentlichung in der Denkmaltopographie ab.

Das Vorhandensein oder Fehlen eines Objekts in dieser Liste ist keine rechtsverbindliche Auskunft darüber, ob es Kulturdenkmal ist oder nicht: Diese Liste entspricht möglicherweise nicht dem aktuellen Stand der offiziellen Denkmaltopographie. Diese ist für Hessen in den entsprechenden Bänden der Denkmaltopographie Bundesrepublik Deutschland und im Internet unter DenkXweb – Kulturdenkmäler in Hessen einsehbar. Auch diese Quellen sind, obwohl sie durch das Landesamt für Denkmalpflege Hessen aktualisiert werden, nicht immer aktuell, da es im Denkmalbestand immer wieder Änderungen gibt.
Eine verbindliche Auskunft erteilt allein das Landesamt für Denkmalpflege Hessen.
Nutze diese Kartenansicht, um Koordinaten in der Liste zu setzen. In dieser Kartenansicht sind Kulturdenkmale ohne Koordinaten mit einem roten bzw. orangen Marker dargestellt und können in der Karte gesetzt werden. Kulturdenkmale ohne Bild sind mit einem blauen bzw. roten Marker gekennzeichnet, Kulturdenkmale mit Bild mit einem grünen bzw. orangen Marker.

## Kulturdenkmäler nach Ortsteilen

### Idstein
| Bild                                                      | Bezeichnung                                                                    | Lage | Beschreibung | Bauzeit           | Objekt-Nr. |
| --------------------------------------------------------- | ------------------------------------------------------------------------------ | --- | --- | ----------------- | ---------- |
| weitere Bilder                                            | Jüdischer Friedhof                                                             | Am Forst hinter dem Tiergarten (B 275) LageFlur: 33, Flurstück: 29                                                        | | 1874              | 13973 DDB  |
| Schlossbrücke                                             | Schlossbrücke                                                                  | Am Hexenturm, Schloßgasse 22 LageFlur: 10, 29, Flurstück: 1, 46/8, 21/3                                                   | |                   | 13956 DDB  |
| Musterschule                                              | Musterschule                                                                   | Am Hexenturm 4 LageFlur: 10, Flurstück: 43/4                                                                              | |                   | 13866 DDB  |
| Bild gesucht BW                                           |                                                                                | Auf der Au 1 LageFlur: 8, Flurstück: 33                                                                                   | | 1970/71           | 827603 DDB |
| Gefallenendenkmal                                         | Gefallenendenkmal                                                              | Bahnhofstraße LageFlur: 9, Flurstück: 71                                                                                  | |                   | 958429 DDB |
| weitere Bilder                                            |                                                                                | Bahnhofstraße 2 LageFlur: 9, Flurstück: 142/1                                                                             | |                   | 14594 DDB  |
|                                                           |                                                                                | Bahnhofstraße 37 LageFlur: 9, Flurstück: 64                                                                               | |                   | 13868 DDB  |
|                                                           |                                                                                | Bahnhofstraße 49 LageFlur: 9, Flurstück: 16                                                                               | Das Wohnhaus im Stil der Reformarchitektur wurde durch den Idsteiner Bauunternehmer Heinrich Kappus III. erbaut und ist weitgehend unverändert erhalten. | 1907              | 13869 DDB  |
| Brunnen                                                   | Brunnen                                                                        | Borngasse LageFlur: 10, Flurstück: 252/2                                                                                  | Klassizistischer Laufbrunnen aus Sandstein. Ursprünglich am Amtsgebäude der Burg in der Schlossgasse aufgestellt, wurde der Brunnen 1980 an seinen jetzigen Platz verlegt. |                   | 13865 DDB  |
|                                                           |                                                                                | Borngasse 5 LageFlur: 10, Flurstück: 254                                                                                  | | um 1700           | 14595 DDB  |
| weitere Bilder                                            |                                                                                | Borngasse 13, Borngasse LageFlur: 10, Flurstück: 244, 245                                                                 | |                   | 13871 DDB  |
| weitere Bilder                                            |                                                                                | Borngasse 15 LageFlur: 10, Flurstück: 243/2                                                                               | |                   | 13872 DDB  |
|                                                           |                                                                                | Borngasse 23 LageFlur: 10, Flurstück: 222, 237                                                                            | |                   | 13873 DDB  |
| Bild gesucht BW                                           | Bahnhof                                                                        | Eisenbahn LageFlur: 13, Flurstück: 10/12                                                                                  | | um 1905           | 952561 DDB |
|                                                           |                                                                                | Ernst-Toepfer-Straße 2 LageFlur: 9, Flurstück: 14                                                                         | Das Wohnhaus im Stil der Reformarchitektur wurde durch den Idsteiner Bauunternehmer Heinrich Kappus III. erbaut und ist mit Ausnahme der Einfriedung und einer später hinzugefügten Garage weitgehend unverändert.                                                                                      | 1907              | 13874 DDB  |
| Ehem. Forstmeister-Dienstgehöft                           | Ehem. Forstmeister-Dienstgehöft                                                | Escher Straße 12/12a LageFlur: 29, Flurstück: 1/1, 1/2                                                                    | | um 1912           | 13877 DDB  |
| Lore-Bauer-Halle                                          | Lore-Bauer-Halle                                                               | Escher Straße 18/20 LageFlur: 32, Flurstück: 7/1                                                                          | Sporthalle aus vier acht Zentimeter dicken, gleichseitigen, gegeneinander gelehnten und vorgespannten Hyparschalen, die eine Grundfläche von 40 m × 40 m überspannen. | 1972              | 167902 DDB |
| Hessisches Forstamt Idstein                               | Hessisches Forstamt Idstein                                                    | Escher Straße 19, Tiergarten, Heftricher Straße, Escher Straße (L 3026) LageFlur: 23, 33, Flurstück: 54/31, 6/3, 6/4, 7/3 | | um 1912           | 15930 DDB  |
| weitere Bilder                                            | Ehemalige Synagoge                                                             | Felix-Lahnstein-Straße 1 LageFlur: 10, Flurstück: 278                                                                     | 1793 als Wohnhaus erbaut, später als Judenschule und Synagoge genutzt. Zerstörung der Innenausstattung in der Reichspogromnacht. Seit 1935 wieder Wohnhaus. Traufständiger, verputzter Fachwerkbau mit überbautem Hoftor.                                                                               | 1793              | 14598 DDB  |
| weitere Bilder                                            |                                                                                | Felix-Lahnstein-Straße 5 LageFlur: 10, Flurstück: 287/1                                                                   | Zweizoniges Fachwerkwohnhaus aus dem 18. Jahrhundert in Traufstellung in Ecklage. Eingangstreppe aus Sandstein, verschieferter Giebel. |                   | 14599 DDB  |
|                                                           |                                                                                | Felix-Lahnstein-Straße 6 LageFlur: 10, Flurstück: 257/2                                                                   | |                   | 14600 DDB  |
|                                                           |                                                                                | Felix-Lahnstein-Straße 8 LageFlur: 10, Flurstück: 256/1                                                                   | |                   | 14601 DDB  |
|                                                           |                                                                                | Felix-Lahnstein-Straße 10 LageFlur: 10, Flurstück: 253                                                                    | |                   | 13884 DDB  |
|                                                           |                                                                                | Felix-Lahnstein-Straße 12 LageFlur: 10, Flurstück: 246                                                                    | |                   | 13885 DDB  |
|                                                           |                                                                                | Felix-Lahnstein-Straße 14 LageFlur: 10, Flurstück: 240                                                                    | |                   | 13886 DDB  |
| Bild gesucht BW                                           |                                                                                | Friedensstraße 10 LageFlur: 8, Flurstück: 36                                                                              | |                   | 827604 DDB |
| Bild gesucht BW                                           | Ehem. Haus Knopf                                                               | Friedensstraße 25 LageFlur: 3, Flurstück: 60/6                                                                            | |                   | 827605 DDB |
| weitere Bilder                                            |                                                                                | Gesamtanlage Altstadt Lage                                                                                                | |                   | 13860 DDB  |
| weitere Bilder                                            |                                                                                | Gesamtanlage Bahnhofstraße Lage                                                                                           | Diese Gesamtanlage ist Teil der Gesamtanlage Bahnhofstraße, Wiesbadener Straße, Friedensstraße, Im Güldenstück |                   | 13862 DDB  |
| weitere Bilder                                            | Gesamtanlage Bahnhofstraße, Wiesbadener Straße, Friedensstraße, Im Güldenstück | Gesamtanlage Bahnhofstraße/-Friedensstraße/Wiesbadener Straße Lage                                                        | |                   | 13862 DDB  |
| weitere Bilder                                            | Gesamtanlage Wiesbadener Straße                                                | Gesamtanlage Wiesbadener Straße Lage                                                                                      | |                   | 13863 DDB  |
| Ehemalige Landwirtschaftsschule                           | Ehemalige Landwirtschaftsschule                                                | Grunerstraße 25a LageFlur: 17, Flurstück: 44/4                                                                            | |                   | 13890 DDB  |
| weitere Bilder                                            | Hofgut Gassenbach                                                              | Grunerstraße 76 LageFlur: 64, Flurstück: 5                                                                                | |                   | 13891 DDB  |
| Bild gesucht BW                                           | Ehem. Haus Spornhauer                                                          | Hermann-Löns-Straße 10 LageFlur: 7, Flurstück: 30                                                                         | |                   | 827606 DDB |
| weitere Bilder                                            | Hexenturm                                                                      | Hexenturm (Schloßgasse) LageFlur: 10, Flurstück: 51/1                                                                     | |                   | 13955 DDB  |
|                                                           |                                                                                | Himmelsgasse 1 LageFlur: 10, Flurstück: 270                                                                               | |                   | 14602 DDB  |
| Gasthaus zur Peif                                         | Gasthaus zur Peif                                                              | Himmelsgasse 2 LageFlur: 10, Flurstück: 84/3                                                                              | | 1615              | 14603 DDB  |
|                                                           |                                                                                | Himmelsgasse 12 LageFlur: 10, Flurstück: 89/1                                                                             | |                   | 13894 DDB  |
|                                                           |                                                                                | Kaffeegasse 2 LageFlur: 10, Flurstück: 286/1                                                                              | |                   | 14604 DDB  |
| Haus Sattler                                              | Haus Sattler                                                                   | Kaffeegasse 2a LageFlur: 10, Flurstück: 289/2                                                                             | |                   | 14605 DDB  |
|                                                           |                                                                                | Kaffeegasse 4 LageFlur: 10, Flurstück: 291                                                                                | |                   | 14606 DDB  |
|                                                           |                                                                                | Kaffeegasse 8 LageFlur: 10, Flurstück: 294                                                                                | |                   | 14607 DDB  |
|                                                           |                                                                                | Kaffeegasse 10 LageFlur: 10, Flurstück: 295                                                                               | |                   | 13899 DDB  |
| Sachgesamtheit ehem. Kalmenhof-Krankenhaus                | Sachgesamtheit ehem. Kalmenhof-Krankenhaus                                     | Kalmenhof, Im Rauental LageFlur: 20, Flurstück: 49, 50/4                                                                  | |                   | 953045 DDB |
| Kalmenhof, Haupt- und Werkstattgebäude                    | Kalmenhof, Haupt- und Werkstattgebäude                                         | Kalmenhof, Grunerstraße 2, Veitenmühlberg LageFlur: 18, 19, Flurstück: 1, 18/11, 19                                       | Das durch den Architekten Ludwig Minner aus Wiesbaden geplante Gebäude wurde durch das Bauunternehmen Heinrich Kappus III. errichtet. | 1929              | 13962 DDB  |
| Brunnen                                                   | Brunnen                                                                        | König-Adolf-Platz LageFlur: 10, Flurstück: 63/1                                                                           | Brunnen am Aufgang zum Rathaus aus dem Jahr 1937 von Carl Wilhelm Bierbrauer | 1937              | 13900 DDB  |
| weitere Bilder                                            | Rathaus                                                                        | König-Adolf-Platz 2 LageFlur: 10, Flurstück: 65/1                                                                         | Das Rathaus wurde 1698 erbaut und 1928 durch einen Felsrutsch zerstört. In den Jahren von 1932 bis 1934 erfolgte der Wiederaufbau. Zu dieser Zeit entstand auch die vorgelagerte Treppenanlage zum tiefergelegenen König-Adolf-Platz hin. Sanierungsmaßnahmen erfolgten im Jahr 1997 in und am Rathaus. | 1698              | 14608 DDB  |
| Ehem. Gasthaus zum Löwen                                  | Ehem. Gasthaus zum Löwen                                                       | König-Adolf-Platz 3 LageFlur: 10, Flurstück: 355/1                                                                        | |                   | 14609 DDB  |
|                                                           |                                                                                | König-Adolf-Platz 4 LageFlur: 10, Flurstück: 81/1                                                                         | |                   | 14610 DDB  |
|                                                           |                                                                                | König-Adolf-Platz 5 LageFlur: 10, Flurstück: 354                                                                          | |                   | 14611 DDB  |
| weitere Bilder                                            | Killingerhaus                                                                  | König-Adolf-Platz 7 LageFlur: 10, Flurstück: 353                                                                          | |                   | 14612 DDB  |
|                                                           |                                                                                | König-Adolf-Platz 11 LageFlur: 10, Flurstück: 274/2                                                                       | |                   | 13906 DDB  |
| Gasthaus zum Taunus                                       | Gasthaus zum Taunus                                                            | König-Adolf-Platz 15 LageFlur: 10, Flurstück: 272                                                                         | |                   | 13907 DDB  |
|                                                           |                                                                                | Kreuzahlen 1 LageFlur: 10, Flurstück: 173                                                                                 | |                   | 13910 DDB  |
| Kreuzgärten 16                                            | Pumpstation                                                                    | Kreuzgärten 16 LageFlur: 10, Flurstück: 137/6                                                                             | | um 1900           | 14597 DDB  |
|                                                           |                                                                                | Kreuzgasse 11 LageFlur: 10, Flurstück: 175                                                                                | |                   | 13908 DDB  |
|                                                           |                                                                                | Kreuzgasse 13 LageFlur: 10, Flurstück: 174                                                                                | |                   | 13909 DDB  |
| Sachteil Bauinschrift                                     | Sachteil Bauinschrift                                                          | Kreuzgasse 18 LageFlur: 10, Flurstück: 118                                                                                | |                   | 13911 DDB  |
|                                                           |                                                                                | Kreuzgasse 20 LageFlur: 10, Flurstück: 120                                                                                | |                   | 13912 DDB  |
| Scheune                                                   | Scheune                                                                        | Kreuzgasse 23 LageFlur: 10, Flurstück: 163                                                                                | |                   | 13913 DDB  |
| Scheune                                                   | Scheune                                                                        | Kreuzgasse 31 LageFlur: 10, Flurstück: 153                                                                                | |                   | 13914 DDB  |
|                                                           |                                                                                | Kreuzgasse 40 LageFlur: 10, Flurstück: 141/8                                                                              | |                   | 13915 DDB  |
|                                                           |                                                                                | Kreuzgasse 42 LageFlur: 10, Flurstück: 144/3                                                                              | |                   | 13916 DDB  |
|                                                           |                                                                                | Kreuzgasse 44 LageFlur: 10, Flurstück: 145/1                                                                              | |                   | 13917 DDB  |
| weitere Bilder                                            | Ehemalige Staatsbauschule                                                      | Limburger Straße 2 LageFlur: 6, Flurstück: 61/3                                                                           | Das Gebäude der damaligen Baugewerkschule wurde 1893 nach den Plänen des Baugewerkschuldirektors Emil Hofmann erbaut und 1910 nach einem Entwurf von Prof. August Nabenhauer erweitert. | 1893/1910         | 14613 DDB  |
|                                                           |                                                                                | Limburger Straße 34 LageFlur: 5, Flurstück: 15/2                                                                          | |                   | 13919 DDB  |
| Ehemaliger Trockenspeicher                                | Ehemaliger Trockenspeicher                                                     | Löherplatz 13 LageFlur: 10, Flurstück: 343                                                                                | |                   | 13920 DDB  |
| Marktbrunnen                                              | Marktbrunnen                                                                   | Marktplatz LageFlur: 10, Flurstück: 191/2                                                                                 | |                   | 13921 DDB  |
| Gasthaus zum Tal                                          | Gasthaus zum Tal                                                               | Marktplatz 4 LageFlur: 10, Flurstück: 97/1                                                                                | | 1710              | 13922 DDB  |
| Villa und Remise                                          | Villa und Remise                                                               | Marktplatz 6 LageFlur: 10, Flurstück: 99/2                                                                                | | 1882              | 13923 DDB  |
| Evangelische Pfarrkirche (Unionskirche)                   | Evangelische Pfarrkirche (Unionskirche)                                        | Martin-Luther-Straße 1 LageFlur: 10, Flurstück: 346                                                                       | |                   | 13924 DDB  |
|                                                           |                                                                                | Obergasse 1 LageFlur: 10, Flurstück: 352                                                                                  | |                   | 14614 DDB  |
|                                                           |                                                                                | Obergasse 2 LageFlur: 10, Flurstück: 276/3                                                                                | |                   | 14615 DDB  |
| Deutsches Haus                                            | Deutsches Haus                                                                 | Obergasse 4 LageFlur: 10, Flurstück: 277/1                                                                                | |                   | 14616 DDB  |
| Gasthaus zum Schwanen                                     | Gasthaus zum Schwanen                                                          | Obergasse 5 LageFlur: 10, Flurstück: 334/1                                                                                | |                   | 14617 DDB  |
|                                                           |                                                                                | Obergasse 7 LageFlur: 10, Flurstück: 333                                                                                  | |                   | 14618 DDB  |
|                                                           |                                                                                | Obergasse 9 LageFlur: 10, Flurstück: 326                                                                                  | |                   | 14619 DDB  |
|                                                           |                                                                                | Obergasse 11 LageFlur: 10, Flurstück: 325                                                                                 | |                   | 13931 DDB  |
|                                                           |                                                                                | Obergasse 14 LageFlur: 10, Flurstück: 299                                                                                 | |                   | 13932 DDB  |
|                                                           |                                                                                | Obergasse 15 LageFlur: 10, Flurstück: 322/1                                                                               | |                   | 13933 DDB  |
| weitere Bilder                                            | Druckerei Grandpierre                                                          | Obergasse 16 LageFlur: 10, Flurstück: 304/1                                                                               | |                   | 13935 DDB  |
| Obergasse 19                                              |                                                                                | Obergasse 17/19 LageFlur: 10, Flurstück: 319, 321                                                                         | |                   | 13934 DDB  |
| weitere Bilder                                            |                                                                                | Obergasse 18 LageFlur: 10, Flurstück: 307/1                                                                               | |                   | 13936 DDB  |
| weitere Bilder                                            | Ehemaliges Gymnasium Augusteum                                                 | Obergasse 21/23/25/27/29 LageFlur: 10, Flurstück: 312, 313, 314, 315, 316, 317, 318                                       | |                   | 13937 DDB  |
| weitere Bilder                                            |                                                                                | Obergasse 22 LageFlur: 10, Flurstück: 310                                                                                 | |                   | 13938 DDB  |
| weitere Bilder                                            |                                                                                | Obergasse 24 LageFlur: 21, Flurstück: 16/4                                                                                | |                   | 13939 DDB  |
| Höerhof                                                   | Höerhof                                                                        | Obergasse 26 LageFlur: 21, Flurstück: 17/4                                                                                | | von 1620 bis 1626 | 13940 DDB  |
| Ehemaliger Stockheimer Hof                                | Ehemaliger Stockheimer Hof                                                     | Obergasse 31 LageFlur: 19, Flurstück: 18/3                                                                                | |                   | 13941 DDB  |
| Bild gesucht BW                                           | Reste der Stadtbefestigung                                                     | Obergasse 31 LageFlur: 19, Flurstück: 18/3                                                                                | |                   | 963140 DDB |
| Das sogenannte Schiefe Haus                               | Das sogenannte Schiefe Haus                                                    | Rodergasse 1/3 LageFlur: 10, Flurstück: 61/2                                                                              | |                   | 14620 DDB  |
| Rodergasse 5                                              |                                                                                | Rodergasse 5 LageFlur: 10, Flurstück: 60/1                                                                                | |                   | 14621 DDB  |
| weitere Bilder                                            |                                                                                | Rodergasse 7 LageFlur: 10, Flurstück: 58/1                                                                                | |                   | 14622 DDB  |
| weitere Bilder                                            |                                                                                | Rodergasse 11 LageFlur: 10, Flurstück: 36                                                                                 | |                   | 13945 DDB  |
|                                                           |                                                                                | Schäfergasse 2 LageFlur: 21, Flurstück: 4/1                                                                               | |                   | 14623 DDB  |
|                                                           |                                                                                | Schäfergasse 4 LageFlur: 21, Flurstück: 6                                                                                 | |                   | 14624 DDB  |
|                                                           |                                                                                | Schäfergasse 6 LageFlur: 21, Flurstück: 7                                                                                 | |                   | 14625 DDB  |
|                                                           |                                                                                | Schäfergasse 16 LageFlur: 21, Flurstück: 12/3                                                                             | |                   | 13949 DDB  |
| Schlossgarten                                             | Schlossgarten                                                                  | Schloßgasse LageFlur: 10, Flurstück: 71/1                                                                                 | |                   | 13957 DDB  |
| Ehemalige Zehntscheuer (Herrenspeicher)                   | Ehemalige Zehntscheuer (Herrenspeicher)                                        | Schloßgasse 8 LageFlur: 10, Flurstück: 77                                                                                 | |                   | 14626 DDB  |
| Ehemaliges Gefängnis                                      | Ehemaliges Gefängnis                                                           | Schloßgasse 12 LageFlur: 10, Flurstück: 79/1                                                                              | | 1858/59           | 13952 DDB  |
| weitere Bilder                                            | Burg                                                                           | Schloßgasse 14/16/18/20, Schulgasse 5 LageFlur: 10, Flurstück: 55/1, 65/1                                                 | |                   | 13953 DDB  |
| Torbau - Torhaus - Alte Kanzlei Idstein                   | Torbau                                                                         | Schloßgasse 16 LageFlur: 10, Flurstück: 65/1                                                                              | |                   | 13954 DDB  |
| weitere Bilder                                            | Schloss                                                                        | Schloßgasse 22 LageFlur: 10, Flurstück: 1                                                                                 | |                   | 13958 DDB  |
| weitere Bilder                                            | Feuerwehrhaus                                                                  | Schulgasse 6 LageFlur: 10, Flurstück: 44/2                                                                                | |                   | 14627 DDB  |
| Schulgasse 13                                             |                                                                                | Schulgasse 13/11 LageFlur: 10, Flurstück: 47/1, 48/2                                                                      | |                   | 13961 DDB  |
| Landesaufnahmeheim                                        | Landesaufnahmeheim                                                             | Schützenhausstraße 8 LageFlur: 34, Flurstück: 98/3, 98/4                                                                  | |                   | 13959 DDB  |
| Friedhof mit Einfriedung, Grabsteine Hagelgans, Peststein | Friedhof mit Einfriedung, Grabsteine Hagelgans, Peststein                      | Totenhof (Friedhof) LageFlur: 21, Flurstück: 62/19                                                                        | |                   | 15931 DDB  |
| Peststein                                                 | Peststein                                                                      | Totenhof (Friedhof) LageFlur: 21, Flurstück: 62/19                                                                        | Teil des Objekts Friedhof mit Einfriedung, Grabsteine Hagelgans, Peststein |                   | 15931 DDB  |
| Gartenhäuschen                                            | Gartenhäuschen                                                                 | Über dem Totenhof LageFlur: 21, Flurstück: 69                                                                             | |                   | 13889 DDB  |
| Bild gesucht BW                                           | Wohnhaus                                                                       | Veitenmühlweg 6 LageFlur: 19, Flurstück: 6/2                                                                              | |                   | 962797 DDB |
| Bild gesucht BW                                           | Wohnhaus                                                                       | Veitenmühlweg 8 LageFlur: 19, Flurstück: 7/1                                                                              | |                   | 962798 DDB |
|                                                           |                                                                                | Weiherwiese 2 LageFlur: 10, Flurstück: 190/1                                                                              | Wohnhaus des frühen 18. Jahrhunderts, Kopfbau am Marktplatz |                   | 14628 DDB  |
| Ehemalige Lindenapotheke (Familie Lindenborn)             | Ehemalige Lindenapotheke (Familie Lindenborn)                                  | Weiherwiese 16 LageFlur: 10, Flurstück: 178                                                                               | Langgestreckter, repräsentatives Fachwerkgebäude des späten 18. Jahrhunderts. |                   | 13964 DDB  |
| Ehemalige Posthalterei                                    | Ehemalige Posthalterei                                                         | Weiherwiese 19 LageFlur: 10, Flurstück: 213/1                                                                             | |                   | 13965 DDB  |
| Sachteil Bauinschrift                                     | Sachteil Bauinschrift                                                          | Weiherwiese 25 LageFlur: 10, Flurstück: 218                                                                               | An der Scheunenrückseite zur Borngasse: „Dieser Bav ward gebavet dvrch Meister Henrich Schep Bvrger vnd Mavrer vnd Anna Margreta seine ehliche Havsfrau im Iahr anno 1708“. |                   | 13966 DDB  |
|                                                           |                                                                                | Weiherwiese 36 LageFlur: 10, Flurstück: 154                                                                               | |                   | 13967 DDB  |
|                                                           |                                                                                | Weiherwiese 40 LageFlur: 21, Flurstück: 35/7                                                                              | |                   | 14596 DDB  |
| Bild gesucht BW                                           | Wohn- und Geschäftshaus                                                        | Wiesbadener Straße 10 LageFlur: 10, Flurstück: 371/2                                                                      | | 1911              | 962795 DDB |
| Bild gesucht BW                                           | Ehemalige Volksbank                                                            | Wiesbadener Straße 20 LageFlur: 9, Flurstück: 213                                                                         | | um 1900           | 962796 DDB |
| weitere Bilder                                            | Wohnhaus                                                                       | Wiesbadener Straße 21 LageFlur: 9, Flurstück: 172/3                                                                       | |                   | 13968 DDB  |
| Katholische Pfarrkirche St. Martin                        | Katholische Pfarrkirche St. Martin                                             | Wiesbadener Straße 21 LageFlur: 9, Flurstück: 172/3                                                                       | | 1965              | 13950 DDB  |
| weitere Bilder                                            |                                                                                | Wiesbadener Straße 42/44 LageFlur: 15, Flurstück: 11/5, 18/11, 9/1                                                        | | 1935              | 13969 DDB  |
|                                                           |                                                                                | Zuckerberg 1 LageFlur: 10, Flurstück: 297                                                                                 | |                   | 13970 DDB  |
|                                                           |                                                                                | Zuckerberg 2 LageFlur: 10, Flurstück: 235                                                                                 | |                   | 13971 DDB  |
| Sachteil Bautafel                                         | Sachteil Bautafel                                                              | Zuckerberg 6 LageFlur: 10, Flurstück: 233                                                                                 | |                   | 13972 DDB  |

### Dasbach
| Bild                     | Bezeichnung          | Lage                                                                                     | Beschreibung | Bauzeit | Objekt-Nr. |
| ------------------------ | -------------------- | ---------------------------------------------------------------------------------------- | ------------ | ------- | ---------- |
| Bild gesucht BW          | Brunnen              | An der Struth LageFlur: 1, Flurstück: 46/4                                               |              |         | 959990 DDB |
| An der Struth 20         |                      | An der Struth 20 LageFlur: 1, Flurstück: 27                                              |              |         | 13814 DDB  |
| weitere Bilder           | Gesamtanlage         | An der Struth 13–13 (Westseite), 20–26 (Ostseite), Kirchstraße, Umgebende Grünzonen Lage |              |         | 13813 DDB  |
| Kirchstraße 1            |                      | Kirchstraße 1 LageFlur: 1, Flurstück: 42                                                 |              |         | 14585 DDB  |
| Kirchstraße 4, Rückseite |                      | Kirchstraße 4/8b/2 LageFlur: 1, Flurstück: 18/1, 18/3, 24                                |              |         | 14586 DDB  |
| weitere Bilder           |                      | Kirchstraße 6 LageFlur: 1, Flurstück: 25                                                 |              |         | 14587 DDB  |
| Evangelische Kapelle     | Evangelische Kapelle | Kirchstraße 8 LageFlur: 1, Flurstück: 22                                                 |              |         | 14588 DDB  |
| weitere Bilder           | Backhaus             | Kirchstraße 8a LageFlur: 1, Flurstück: 21                                                |              |         | 13819 DDB  |

### Ehrenbach
| Bild                         | Bezeichnung                  | Lage                                                                     | Beschreibung | Bauzeit | Objekt-Nr. |
| ---------------------------- | ---------------------------- | ------------------------------------------------------------------------ | ------------ | ------- | ---------- |
| Gesamtanlage Zugmantelstraße | Gesamtanlage Zugmantelstraße | Malbachweg 1, Zugmantelstraße 13–25 (Nordseite), 14–38 (Südseite) Lage   |              |         | 13821 DDB  |
| Evangelische Kapelle         | Evangelische Kapelle         | Malbachweg 1, Zugmantelstraße 40 LageFlur: 29, Flurstück: 112, 113       |              | um 1780 | 13822 DDB  |
| Ehemalige Schule             | Ehemalige Schule             | Malbachweg 6 LageFlur: 29, Flurstück: 109                                |              |         | 13823 DDB  |
| Backhaus                     | Backhaus                     | Zugmantelstraße o. Nr. LageFlur: 29, Flurstück: 93                       |              |         | 13828 DDB  |
|                              |                              | Zugmantelstraße 13 LageFlur: 29, Flurstück: 15                           |              |         | 13824 DDB  |
|                              |                              | Zugmantelstraße 15/15a LageFlur: 29, Flurstück: 13/1                     |              |         | 13825 DDB  |
|                              |                              | Zugmantelstraße 18/18a LageFlur: 29, Flurstück: 88/1, 88/2               |              |         | 13826 DDB  |
|                              |                              | Zugmantelstraße 19/19a, Mehlbaumweg 1a LageFlur: 29, Flurstück: 8/1, 8/2 |              |         | 13827 DDB  |
|                              |                              | Zugmantelstraße 20 LageFlur: 29, Flurstück: 91/3                         |              |         | 13830 DDB  |
|                              |                              | Zugmantelstraße 23/21 LageFlur: 29, Flurstück: 162/1, 163                |              |         | 13831 DDB  |
|                              |                              | Zugmantelstraße 25 LageFlur: 29, Flurstück: 160/1                        |              |         | 13832 DDB  |
| Scheune                      | Scheune                      | Zugmantelstraße 36a LageFlur: 29, Flurstück: 106/2                       |              |         | 13829 DDB  |

### Eschenhahn
| Bild           | Bezeichnung  | Lage                          | Beschreibung | Bauzeit | Objekt-Nr. |
| -------------- | ------------ | ----------------------------- | --- | ------- | ---------- |
| weitere Bilder | Gesamtanlage | Schwalbacher Straße 9–27 Lage | Die an der Ortsdurchfahrt gelegene Bebauung des 18.–19. Jahrhunderts Schwalbacher Straße 9-27 steht als Gesamtanlage unter Denkmalschutz. Es handelt sich um einen Teilbereich des alten Dorfkerns mit jüngerer Erweiterung nach Osten. Die Erweiterung wurde planmäßig vorgenommen und weist regelmäßige Parzellen mit traufständigen Wohnhäusern auf. Die Häuser Schwalbacher Straße 9 und 17 stammen aus dem frühen 19. Jahrhundert verfügen über kleine Walmen. Haus Nummer 13 wurde im 19. Jahrhundert verändert, wobei das Obergeschossfachwerk des 18. Jahrhunderts freigelegt wurde. Die Nummer 23 ist ein schmales Wohnhaus des 18. Jahrhunderts, das im vorderen Bereich aus kräftigem Fachwerk mit gekrümmten Streben besteht und durch traufseitig Mannfiguren und Schwellenprofil geprägt ist. Die Nummer 25 ist ein Hof aus dominierender Fachwerk-Scheune und einem im rechten Winkel zurückgesetzten Wohnhaus. Die vierseitige Hofanlage Nummer 27 wird durch ein kleines Nebengebäude zur Straße hin geschlossen. Die Giebelfronten von Wohnhaus und Scheune, teilweise verputzt und verkleidet, bestimmen das Straßenbild. Die Scheune mit regionaltypisch geschnitztem Torsturzbalken trägt als Inschrift das Entstehungsdatum 1732. |         | 13834 DDB  |

### Heftrich
| Bild                    | Bezeichnung              | Lage | Beschreibung | Bauzeit | Objekt-Nr. |
| ----------------------- | ------------------------ | --- | --- | ------- | ---------- |
| Altenburger Markt       | Altenburger Markt        | Am Altenburger Marktplatz, Alteburg, Am Nonnenwiesenweg, An dem alten Kirchhof, In der Alteburg, Marktplatz Altenburg, Nach Nieder-Oberrod LageFlur: 20, 21, Flurstück: 10–21, 41, 42, 43/1, 45–52, 7, 8, 9, 1/1, 2, 4/3, 4/4, 69/1 | |         | 13836 DDB  |
|                         |                          | Eckenstraße 12 LageFlur: 5, Flurstück: 149 | |         | 13837 DDB  |
|                         |                          | Eckenstraße 14 LageFlur: 5, Flurstück: 148 | |         | 13838 DDB  |
| weitere Bilder          |                          | Eckenstraße 18 LageFlur: 5, Flurstück: 145 | |         | 13839 DDB  |
| Schule                  | Schule                   | Gartenstraße 2 LageFlur: 5, Flurstück: 2/2 | |         | 13841 DDB  |
|                         |                          | Georgbrunnenstraße 1 LageFlur: 5, Flurstück: 57/1 | |         | 14589 DDB  |
|                         |                          | Georgbrunnenstraße 2 LageFlur: 5, Flurstück: 82 | |         | 14590 DDB  |
| weitere Bilder          |                          | Georgbrunnenstraße 3 LageFlur: 5, Flurstück: 58/4 | |         | 14591 DDB  |
| weitere Bilder          | Scheune                  | Georgbrunnenstraße 4 LageFlur: 5, Flurstück: 81 | |         | 14592 DDB  |
| weitere Bilder          |                          | Georgbrunnenstraße 6 LageFlur: 5, Flurstück: 78 | |         | 14593 DDB  |
|                         |                          | Georgbrunnenstraße 16 LageFlur: 5, Flurstück: 68 | |         | 13847 DDB  |
| weitere Bilder          | Scheune                  | Hintergasse 1 LageFlur: 5, Flurstück: 88/1 | |         | 13848 DDB  |
|                         |                          | Hintergasse 3 LageFlur: 5, Flurstück: 79/1 | |         | 13849 DDB  |
| Wasserbehälter          | Wasserbehälter           | Im Kirschgarten (gegenüber Langgasse 54) LageFlur: 4, Flurstück: 102 | |         | 13857 DDB  |
| Kriegerdenkmale         | Kriegerdenkmale          | Langgasse LageFlur: 4, Flurstück: 2 | |         | 13840 DDB  |
| Langgasse 14 (Heftrich) | Langgasse 14 (Heftrich)  | Langgasse 14 LageFlur: 5, Flurstück: 109/2 | |         | 13851 DDB  |
| weitere Bilder          |                          | Langgasse 18a LageFlur: 5, Flurstück: 21/1 | |         | 13852 DDB  |
| weitere Bilder          | Evangelische Pfarrkirche | Langgasse 25 LageFlur: 5, Flurstück: 126 | |         | 13853 DDB  |
|                         |                          | Langgasse 30 LageFlur: 5, Flurstück: 53 | |         | 13854 DDB  |
| weitere Bilder          |                          | Langgasse 34 LageFlur: 5, Flurstück: 50 | |         | 13855 DDB  |
|                         |                          | Langgasse 40 LageFlur: 5, Flurstück: 47 | |         | 13856 DDB  |
| weitere Bilder          | Evangelisches Pfarrhaus  | Neugasse 6 LageFlur: 5, Flurstück: 134/1 | | 1848    | 53355 DDB  |
| Brunnen                 | Brunnen                  | Wilhelmstraße LageFlur: 4, Flurstück: 35/2 | Laufbrunnen mit besonders stark dimensioniertem viereckigen Pfosten aus Gusseisen mit Pyramidenabschluss, aufgelegten Ornamenten und Wasserauslauf in Form eines Tierkopfes. Der originale gusseiserne Trog wurde durch einen rechteckigen Betontrog ersetzt. Der zu Ende des 19. Jh. vielleicht in der Michelbacher Hütte entstandene Brunnen diente der Wasserversorgung des nach 1800 südlich der Ortsmauer entstandenen Erweiterungsgebietes Neugasse/Biengasse. Die städtebauliche Funktion als östlicher Abschluss der Blickachse Schule - Neugasse erklärt die ungewöhnliche Betonung des Pfostens als Architekturelement in seiner noch klassizistisch geprägten Form. |         | 13858 DDB  |

### Kröftel
| Bild                        | Bezeichnung                 | Lage                                                | Beschreibung        | Bauzeit | Objekt-Nr. |
| --------------------------- | --------------------------- | --------------------------------------------------- | ------------------- | ------- | ---------- |
| Ehemaliges Rathaus          | Ehemaliges Rathaus          | Feldbergstraße 2 LageFlur: 1, Flurstück: 85/15      |                     | um 1921 | 14629 DDB  |
| Ehemalige Dorfbäckerei      | Ehemalige Dorfbäckerei      | Feldbergstraße 3 LageFlur: 1, Flurstück: 47         |                     |         | 14630 DDB  |
|                             |                             | Feldbergstraße 15 LageFlur: 1, Flurstück: 148       |                     |         | 13977 DDB  |
|                             |                             | Feldbergstraße 23 LageFlur: 1, Flurstück: 143/4     |                     |         | 13978 DDB  |
| Feuerwehrhaus mit Viehwaage | Feuerwehrhaus mit Viehwaage | Oberemser Straße 24/26 LageFlur: 1, Flurstück: 64/3 |                     |         | 13979 DDB  |
|                             |                             | Oberemser Straße 51 LageFlur: 1, Flurstück: 84      | Evangelische Kirche |         | 13980 DDB  |

### Lenzhahn
| Bild           | Bezeichnung                  | Lage                                     | Beschreibung | Bauzeit | Objekt-Nr. |
| -------------- | ---------------------------- | ---------------------------------------- | ------------ | ------- | ---------- |
| weitere Bilder | Brunnen                      | Ortsstraße 1a LageFlur: 1, Flurstück: 42 |              |         | 13983 DDB  |
| weitere Bilder | Ehemaliges Rat- und Backhaus | Ortsstraße 1a LageFlur: 1, Flurstück: 42 |              |         | 13982 DDB  |

### Niederauroff
| Bild    | Bezeichnung | Lage                                          | Beschreibung | Bauzeit | Objekt-Nr. |
| ------- | ----------- | --------------------------------------------- | --- | ------- | ---------- |
| Brunnen | Brunnen     | Brunnenstraße LageFlur: 15, Flurstück: 24/3   | Der gusseiserne Laufbrunnen aus dem späten 19. Jahrhundert wurde wahrscheinlich in der Michelbacher Hütte gegossen. Er befindet sich heute im Talgrund direkt am überbauten Auroffer Bach. |         | 13985 DDB  |
|         |             | Brunnenstraße 16 LageFlur: 15, Flurstück: 4/2 | Fachwerkwohnhaus über einem Bruchsteinsockel aus dem 18. Jahrhundert. Es war ursprünglich das Wohnhaus einer Hofreite und ist heute nach dem Abriss der Wirtschaftsgebäude freistehend.    |         | 13986 DDB  |

### Nieder-Oberrod
| Bild                     | Bezeichnung              | Lage                                               | Beschreibung | Bauzeit | Objekt-Nr. |
| ------------------------ | ------------------------ | -------------------------------------------------- | --- | ------- | ---------- |
| Dettenbach-Brücke        | Dettenbach-Brücke        | Außerhalb der Ortslage LageFlur: 3, Flurstück: 106 | Brücke über den Dettenbach, nördlich der Landstraße 3023 zwischen Heftrich und Kröftel mit einem Gewölbe aus Taunusschiefer, darüber Trocken- oder Sichtmauerwerk aus der Zeit vor der Mitte des 19. Jahrhunderts. |         | 13993 DDB  |
| weitere Bilder           | Gesamtanlage Oberrod     | Lage                                               | |         | 14363 DDB  |
|                          |                          | Meilbachstraße 9 LageFlur: 2, Flurstück: 32        | |         | 14362 DDB  |
| Brunnen                  | Brunnen                  | Niederemser Straße LageFlur: 1, Flurstück: 10/1    | |         | 14364 DDB  |
| weitere Bilder           |                          | Niederemser Straße 17 LageFlur: 1, Flurstück: 46/1 | |         | 14365 DDB  |
| Evangelisches Pfarrhaus  | Evangelisches Pfarrhaus  | Niederemser Straße 21 LageFlur: 1, Flurstück: 53   | |         | 14366 DDB  |
| Gasthaus zur Post        | Gasthaus zur Post        | Niederemser Straße 22 LageFlur: 1, Flurstück: 4    | |         | 13988 DDB  |
| Evangelische Pfarrkirche | Evangelische Pfarrkirche | Rodigstraße LageFlur: 1, Flurstück: 52             | |         | 13992 DDB  |
|                          |                          | Rodigstraße 1 LageFlur: 1, Flurstück: 41/1         | |         | 13989 DDB  |
|                          |                          | Rodigstraße 3 LageFlur: 1, Flurstück: 40           | |         | 13990 DDB  |
| Ehemalige Schule         | Ehemalige Schule         | Rodigstraße 4 LageFlur: 1, Flurstück: 48           | |         | 13991 DDB  |

### Oberauroff
| Bild                                                                                  | Bezeichnung                                                                           | Lage                                              | Beschreibung | Bauzeit | Objekt-Nr. |
| ------------------------------------------------------------------------------------- | ------------------------------------------------------------------------------------- | ------------------------------------------------- | --- | ------- | ---------- |
| Brunnen                                                                               | Brunnen                                                                               | Am Dorfbrunnen LageFlur: 11, Flurstück: 17        | |         | 13995 DDB  |
| Wohnhaus und Scheune                                                                  | Wohnhaus und Scheune                                                                  | Am Dorfbrunnen 5a/5 LageFlur: 11, Flurstück: 15/2 | |         | 13996 DDB  |
| Evangelische Pfarrkirche (Liebfrauenkirche) mit Kirchhof, Stütz- und Umfassungsmauern | Evangelische Pfarrkirche (Liebfrauenkirche) mit Kirchhof, Stütz- und Umfassungsmauern | An der Kirche LageFlur: 11, Flurstück: 19         | |         | 13998 DDB  |
| weitere Bilder                                                                        | Autobahn-Straßenmeisterei                                                             | BAB (A 3) LageFlur: 16, Flurstück: 16             | Die Straßenmeisterei wurde um 1938 an der Reichsautobahn Frankfurt-Köln erbaut. Der Typ von Standard-Autobahnmeisterein wurde von Architekt Paul Bonatz maßgeblich geprägt. | um 1938 | 13864 DDB  |
| Pfarrhaus, ehemalige Schule                                                           | Pfarrhaus, ehemalige Schule                                                           | Kirchweg LageFlur: 11, Flurstück: 22/2            | |         | 13999 DDB  |
| Brunnen                                                                               | Brunnen                                                                               | Kirchweg LageFlur: 11, Flurstück: 22/2            | |         | 13997 DDB  |

### Walsdorf
| Bild                  | Bezeichnung                       | Lage | Beschreibung | Bauzeit | Objekt-Nr. |
| --------------------- | --------------------------------- | --- | --- | ------- | ---------- |
| weitere Bilder        | Ringmauer mit Schalentürmen       | Am Obertor, Untergasse 3, 8, 10, 12, 18–38 (gerade), 40a, Untergasse, Dammweg, Am Untertor, Am Pfarrbogen 4, 30, Am Pfarrbogen, Am Obertor 1–15 (ungerade), 19, 21, 21a, 27, 31, 33, Am Hutturm LageFlur: 3, Flurstück: 237, 238, 494, 498, 503, 504, 505/2, 506, 507, 508/1, 508/2, 509–517, 519, 520, 549, 553–558, 560, 561, 563, 564, 566, 568/1, 568/2, 570/3, 572/3, 567, 577, 582–584, 590, 592, 593, 615, 617 | |         | 14002 DDB  |
| weitere Bilder        | Ehemalige Schule                  | Am Obertor 8 LageFlur: 3, Flurstück: 639/1 | | 1824    | 14631 DDB  |
|                       |                                   | Am Obertor 17 LageFlur: 3, Flurstück: 570/4 | |         | 14004 DDB  |
| weitere Bilder        |                                   | Am Obertor 31 LageFlur: 3, Flurstück: 583 | |         | 14005 DDB  |
| weitere Bilder        | Ehemaliger evangelischer Pfarrhof | Am Pfarrbogen 2 LageFlur: 3, Flurstück: 618 | |         | 14006 DDB  |
| weitere Bilder        | Kriegerdenkmal                    | Dammweg LageFlur: 3, Flurstück: 503 | |         | 14007 DDB  |
| Gesamtanlage Ortskern | Gesamtanlage Ortskern             | Gesamtanlage Ortskern Lage | |         | 14001 DDB  |
| Hutturm               | Hutturm                           | Hainstraße LageFlur: 3, Flurstück: 569 | |         | 14008 DDB  |
| weitere Bilder        | Brunnen                           | Idsteiner Straße 2 LageFlur: 3, Flurstück: 240/1 | Gusseiserner Laufbrunnen der Zeit kurz vor 1900, wahrscheinlich aus der Produktion der Michelbacher Hütte stammend. Glatte Säule mit Aufsatz, Auslauf in Form eines Tierkopfes. Rechtecktrog eingeteilt in 3/1-Felder mit unterschiedlicher aufgesetzter Ornamentik. |         | 14009 DDB  |
|                       |                                   | Klostergasse 1 LageFlur: 3, Flurstück: 637 | |         | 14010 DDB  |
| weitere Bilder        | Evangelische Pfarrkirche          | Knappe Gasse 2/4 LageFlur: 3, Flurstück: 619, 624 | |         | 14011 DDB  |
|                       |                                   | Untergasse 3 LageFlur: 3, Flurstück: 553 | | 1746    | 14632 DDB  |
| Hufschmiede           | Hufschmiede                       | Untergasse 5 LageFlur: 3, Flurstück: 664/1 | |         | 14633 DDB  |
| weitere Bilder        |                                   | Untergasse 28 LageFlur: 3, Flurstück: 537 | | um 1700 | 14014 DDB  |
| weitere Bilder        |                                   | Untergasse 30 LageFlur: 3, Flurstück: 538 | |         | 14015 DDB  |
| weitere Bilder        |                                   | Untergasse 52 LageFlur: 3, Flurstück: 551 | |         | 14016 DDB  |

### Wörsdorf
| Bild                                                     | Bezeichnung                                              | Lage                                                        | Beschreibung | Bauzeit | Objekt-Nr. |
| -------------------------------------------------------- | -------------------------------------------------------- | ----------------------------------------------------------- | ------------ | ------- | ---------- |
| Evangelische Pfarrkirche (Lukaskirche)                   | Evangelische Pfarrkirche (Lukaskirche)                   | Blinde Gasse 2 LageFlur: 1, Flurstück: 87                   |              |         | 14020 DDB  |
|                                                          |                                                          | Hauptstraße 4 LageFlur: 1, Flurstück: 78/1                  |              |         | 14634 DDB  |
|                                                          |                                                          | Hauptstraße 6 LageFlur: 1, Flurstück: 80/1                  |              |         | 14635 DDB  |
| weitere Bilder                                           | Alte Schule und Rathaus                                  | Hauptstraße 21 LageFlur: 1, Flurstück: 34                   |              |         | 14021 DDB  |
| Bild gesucht BW                                          | Hof Henriettenthal                                       | LageFlur: 17, Flurstück: 83, 84, 85, 86, 87, 88, 89/1, 89/2 |              | 1699    | 14026 DDB  |
|                                                          |                                                          | Nebengasse 2 LageFlur: 1, Flurstück: 9                      |              |         | 14022 DDB  |
| Katholische Pfarrkirche Nikolaus-von-Flüe-Friedenskirche | Katholische Pfarrkirche Nikolaus-von-Flüe-Friedenskirche | Nikolaus-von-Flue-Straße 2 LageFlur: 44, Flurstück: 184     |              | 1961–62 | 14024 DDB  |
| weitere Bilder                                           |                                                          | Sackgasse 2 LageFlur: 1, Flurstück: 85                      |              |         | 14023 DDB  |
| Nassauer Hof                                             | Nassauer Hof                                             | Wallbacher Straße 2 LageFlur: 1, Flurstück: 149             |              |         | 14025 DDB  |